# Hitrostno drsanje na Zimskih olimpijskih igrah 1998

## Moški

### 500 m
| Medalja | Tekmovalec               | Čas     |
| Zlato   | Hiroyasu Shimizu (JPN)   | 1:11.35 |
| Srebro  | Jeremy Wotherspoon (KAN) | 1:11.84 |
| Bron    | Kevin Overland (KAN)     | 1:11.86 |

### 1,000 m
| Medalja | Tekmovalec             | Čas     |
| Zlato   | Ids Postma (NIZ)       | 1:10.64 |
| Srebro  | Jan Bos (NIZ)          | 1:10.71 |
| Bron    | Hiroyasu Shimizu (JPN) | 1:11.00 |

### 1,500 m
| Medalja | Tekmovalec          | Čas        |
| Zlato   | Ådne Søndrål (NOR)  | 1:47.87 WR |
| Srebro  | Ids Postma (NIZ)    | 1:48.13    |
| Bron    | Rintje Ritsma (NIZ) | 1:48.52    |

### 5,000 m
| Medalja | Tekmovalec          | Čas        |
| Zlato   | Gianni Romme (NIZ)  | 6:22.20 WR |
| Srebro  | Rintje Ritsma (NIZ) | 6:28.24    |
| Bron    | Bart Veldkamp (BEL) | 6:28.31    |

### 10,000 m
| Medalja | Tekmovalec          | Čas         |
| Zlato   | Gianni Romme (NIZ)  | 13:15.33 WR |
| Srebro  | Bob de Jong (NIZ)   | 13:25.76    |
| Bron    | Rintje Ritsma (NIZ) | 13:28.19    |

## Ženske

### 500 m
| Medalja | Tekmovalka                | Čas     |
| Zlato   | Catriona LeMay Doan (KAN) | 1:16.60 |
| Srebro  | Susan Auch (KAN)          | 1:16.93 |
| Bron    | Tomomi Okazaki (JPN)      | 1:17.10 |

### 1,000 m
| Medalja | Tekmovalka                | Čas     |
| Zlato   | Marianne Timmer (NIZ)     | 1:16.51 |
| Srebro  | Christine Witty (ZDA)     | 1:16.79 |
| Bron    | Catriona LeMay Doan (KAN) | 1:17.37 |

### 1,500 m
| Medalja | Tekmovalka                     | Čas     |
| Zlato   | Marianne Timmer (NIZ)          | 1:57.58 |
| Srebro  | Gunda Niemann-Stirnemann (NEM) | 1:58.66 |
| Bron    | Christine Witty (ZDA)          | 1:58.97 |

### 3,000 m
| Medalja | Tekmovalka                     | Čas     |
| Zlato   | Gunda Niemann-Stirnemann (NEM) | 4:07.29 |
| Srebro  | Claudia Pechstein (NEM)        | 4:08.47 |
| Bron    | Anni Friesinger (NEM)          | 4:09.44 |

### 5,000 m
| Medalja | Tekmovalka                     | Čas     |
| Zlato   | Claudia Pechstein (NEM)        | 6:59.61 |
| Srebro  | Gunda Niemann-Stirnemann (NEM) | 6:59.65 |
| Bron    | Lyudmila Prokasheva (KAZ)      | 7:11.14 |